# Soumaïla Ouattara
Pour les articles homonymes, voir Ouattara.
Soumaïla Ouattara, né le 4 juillet 1995 à Ouagadougou, est un footballeur international burkinabé évoluant au poste de défenseur central au FUS de Rabat.

## Biographie

### En club
Soumaïla Ouattara dispute huit matchs en première division marocaine et termine la saison 2020-21 en étant vice-champion de la Botola Pro avec le Raja Club Athletic.
En fin d'année 2020, il joue deux matchs en Ligue des champions d'Afrique avec le Raja.

### En équipe nationale
Le 4 septembre 2019, il reçoit sa première sélection en équipe du Burkina Faso, lors d'un match amical contre l'équipe de Libye (victoire 0-1).

## Palmarès
Raja Club Athletic
Coupe Arabe Club
Vainqueur en 2021
- Championnat du Maroc :
  - Vice-champion : 2020-21.